# Platynectes aenescens
Platynectes aenescens är en skalbaggsart som beskrevs av Sharp 1882. Platynectes aenescens ingår i släktet Platynectes och familjen dykare. Inga underarter finns listade i Catalogue of Life.